# リンカイ!
『リンカイ！』（RINKAI!）は、MIXIによる女子競輪を題材にした、オリジナルキャラクターコンテンツプロジェクト。全国各地の競輪場をホームバンクとする女子競輪選手のキャラクターを制作するなどして競輪の魅力を発信し、全国の競輪場を盛り上げる企画である。
キャッチフレーズは「もがけ、未来へ！」。
2024年4月から6月までテレビアニメが放送された。また、『リンカイ！アザレア』のタイトルでコミカライズ版が『マンガBANG!』（Amazia）ほかで連載開始。

## 概要
僅か15年で幕を閉じた昭和期の女子競輪が廃止されてから数十年後、「RINKAI LEAGUE（リンカイリーグ）」として復活を遂げた女子競輪を舞台に、女子競輪選手たちの活躍を描く。
2022年12月から「『リンカイ！』Project」として展開され、2023年より競輪におけるGIを中心としたビッグレース開催中の競輪場にて特設ブースを開設したほか、YouTubeでの公式チャンネルにて公式番組「リンカイ！LIVEきゃんぷ」の配信を実施してPRに務めた。
同年3月25日、東京ビッグサイトで行われた「AnimeJapan 2023」のMIXI ANIMEブースにおいて、先行して発表されていた、伊東温泉競輪場をホームバンクとする伊東泉（いとう いずみ）を演じる川村海乃、平塚競輪場をホームバンクとする平塚ナナ（ひらつか ナナ）を演じる葵あずさ、そして元ガールズケイリン選手の高木真備をゲストに迎えてトークイベントが行われ、その場でアニメ化が発表された。

## キャラクター
全国43ある競輪場全てに、ホームバンクとするキャラクターが1人ずつ、順次公開される。名前は各競輪場、そして競輪場またはその地域の名物・特色などに因んでいる。

### 北日本地区
函館 美夜（）
声 - 結川あさき
ホームバンクは函館競輪場。6月29日生まれ、27歳。身長165cm。
元騎手という変わり種。いつ誰に対しても距離を置き、容赦なく勝負に徹する。
磐城平 颯来（）
声 - 尾崎由香
ホームバンクはいわき平競輪場。いわき市出身。2月5日生まれ、21歳。身長147cm。養成所L14期。
健啖家であり、華奢な体格とは裏腹に最強の胃袋とスタミナを持つ。全国各地に行けるだけでなくご当地グルメも堪能できる仕事を求めて競輪選手になった。テレビアニメでは、アマチュア時代に豊橋契、松阪鈴とともに走行体験イベント・トラックサマーキャンプに参加した姿が描かれている。

### 関東地区
弥彦 巫子（）
声 - 長谷川玲奈
ホームバンクは弥彦競輪場。4月28日生まれ、23歳。身長158cm。養成所L14期。
かつてはローカルアイドルグループのセンターだった。アイドルグループが大人の事情により解散したことで、自力で稼ぐことができる競輪選手を目指し、選手になった。アイドル時代のような脚光を浴びる選手に憧れて1着ばかりを目指していたが、向日町京子に走り方変更のアドバイス、松山椿の指南を受け、マーク屋としての技を身に着ける。
前橋 緑（）
声 - 村井美里
ホームバンクは前橋競輪場（日本トーターグリーンドーム前橋）。4月22日生まれ、20歳。身長164cm。養成所L14期。
父は現役最強と呼ばれる競輪選手、前橋群馬。自身は高校までバレーボール選手であったが、高校卒業後に父に弟子入り、父の後を追って競輪選手となる。
宇都宮 鳴（）
声 - 八巻アンナ
ホームバンクは宇都宮競輪場。3月21日生まれ、25歳。身長158cm。
競輪とバイクと餃子に青春を捧げる。バイクは車種問わず何でも好きだが、餃子は宇都宮に限るという拘りを見せる。元は北関東に名の知れた走り屋であったが、前橋群馬に敗れたことで競輪選手を志した。
京王閣 映美（）
声 - 小見川千明
ホームバンクは京王閣競輪場。9月24日生まれ、28歳。身長160cm。
BMXパフォーマーとしても活躍しているほか、忖度無しな発言で人気となっている。そのBMXで培ったバランス感覚で、レースで落車したことがない。
立川 麗夢（）
声 - 和久井優
ホームバンクは立川競輪場。10月19日生まれ、29歳。身長164cm。
世界大会の金メダリスト。同じ金メダリストの美虹とは親友であるも、もう一人の女王としてはライバルである。 弟子を取らない主義だったが、頑張り過ぎるあまり自滅し、養成所の退所処分を受けた熊本愛を弟子として迎える事を決める。

### 南関東地区
松戸 梨花（）
声 - 篠田みなみ
ホームバンクは松戸競輪場。松戸市出身。4月19日生まれ、24歳。身長156cm。
泉たちの同期。女子競輪を「箱推し」するほどの熱の入れようで、その競輪愛と知識量で並ぶ者はいないほどの女子競輪オタク。オタク歴は14年になる。好きが高じて競輪選手を目指すも養成所は4度不合格、5回目で合格し競輪選手となった。選手になってからもその知識量でポイントデータを計算し、L13期観音寺が代謝の対象になった際には出走の可否の参考とされた。
平塚 ナナ（）
声 - 葵あずさ
ホームバンクは平塚競輪場。11月22日生まれ、20歳。身長164cm。養成所L14期。
日本人の母と自転車選手でもあるフランス人の父との間に生まれたハーフで、フランスとの二重国籍を持つ。本名はナナ・クロエ・平塚。アマチュア時代から自転車競技で実績を残しており、「日本の女子競輪に挑戦したい」と競輪選手になることを決意。女子選手としては史上初となる、日本競輪選手養成所に特別選抜試験で入学し、かつ早期卒業を果たしたエリート選手。エリートでありながら特別扱いされる事を嫌い、一度はそのような言動をした伊東に対して嫌悪の感情を見せた。久留米と立川のようなライバルで親友な関係に憧れている。
伊東 泉（）
声 - 川村海乃
テレビアニメにおける主人公。
ホームバンクは伊東温泉競輪場。9月16日生まれ、20歳。身長161cm。養成所L14期。
温泉旅館の娘。姉の温（あつみ）とで「温・泉シスターズ」と呼ばれている。巫子らから、みんなで一緒に競輪選手になろうと言われたことで、悩みつつもスポーツ競技歴はないが自転車が大好きで伊東の山で鍛えられた脚力を武器に競輪選手となった。
静岡 葵（）
声 - 屋代瑠花
ホームバンクは静岡競輪場。3月14日生まれ、25歳。身長162cm。養成所L13期。
泉たちの1期先輩。L13期には目立って強い選手がおらず『谷間の世代』と呼ばれており、平塚ナナら逸材が揃うL14期に激しい対抗意識を燃やす、L13期の中でエース格の存在。

### 中部地区
那古屋 紗智（）
声 - 北守さいか
ホームバンクは名古屋競輪場。10月24日生まれ、24歳。身長154cm。養成所L14期。
東海の名門・那古屋財閥の一人娘として育ち、家から自立するため競輪選手を目指した。総合力は高いが ”金持ち喧嘩せず” の性格が邪魔をしてどこか遠慮したレース運びをしていた。父親からの檄を受け、過去のデータをすべて見直し自己分析を重ね、勝負師として開眼する。
豊橋 契（）
声 - 安齋由香里
ホームバンクは豊橋競輪場。豊橋市出身。7月25日生まれ、22歳。身長164cm。養成所L14期。
一度は競輪の道を諦めたが、夢を諦めきれず専門学校へ通いながらトレーニングを続け、競輪選手となった。テレビアニメでは、アマチュア時代に磐城平颯来、松阪鈴とともに走行体験イベント・トラックサマーキャンプに参加した姿が描かれている。
富山 薬子（）
声 - 川上ひろみ
ホームバンクは富山競輪場。富山市出身。4月3日生まれ、26歳。身長168cm。
泉たちの同期。薬学部出身で、いわゆるリケジョ。データ主義で、自らの競輪理論を実証するため競輪選手となった。
松阪 鈴（）
声 - 森嵜美穂
ホームバンクは松阪競輪場。松阪市出身。5月22日生まれ、23歳。身長165cm。養成所L14期。
元レスリング選手。怪我でレスリングは断念するも、現役を長く続けられる競輪選手に興味を持ち転向した。テレビアニメでは、アマチュア時代に磐城平颯来、豊橋契とともに走行体験イベント・トラックサマーキャンプに参加した姿が描かれている。
岐阜 鮎遊（）
声 - 寺澤百花
ホームバンクは岐阜競輪場。岐阜市出身。9月24日生まれ、19歳。身長155cm。養成所L15期。
競輪選手でありながら、釣りが得意な若手業界ナンバーワンの釣り師でもある。

### 近畿地区
向日町 京子（）
声 - 東内マリ子
ホームバンクは京都向日町競輪場。11月16日生まれ、33歳。身長160cm。
全盛期の脚力はないもののレース運びに長けており、長きに渡って女子競輪界を引っ張っている3強の一角である。
岸和田 リオ（）
声 - 前田玲奈
ホームバンクは岸和田競輪場。岸和田市出身。2月16日生まれ、26歳。身長166cm。
泉たちの同期。ギアとしての自転車に魅せられ、乗り手側の気持ちを知ることも必要と感じ、競輪選手となった。セッティングは上手さは随一。

### 中国地区
玉野 桃花（）
声 - 遠野ひかる
ホームバンクは玉野競輪場。3月16日生まれ、24歳。身長166cm。養成所L14期。
大学時代は自転車競技の有力選手であった。普段は堅実な走りを見せているが、時々不思議なレースをしていることで「たまの玉野」と呼ばれている。
広島 恋未（）
声 - 高橋雛子
ホームバンクは広島競輪場。12月13日生まれ、24歳。身長166cm。養成所L14期。
学生時代は自転車競技で結果を残し、大学時代は最強選手と呼ばれた。 少々意地悪な物の見方をする一面があり、防府からは「なんか悪役っぽい」と呼ばれる。熊本愛が養成所を退所した際はその遠因とされる平塚を責め立てたが、早期卒業の際に泉の手により渡された詳細なアドバイスを込めた手紙にいたく感激し、その後に再会した卒業記念レースで謝罪し和解した。 実力を持つ者に対してはしっかり認める素直さも持つ。
防府 幸梅（）
声 - 小市眞琴
ホームバンクは防府競輪場。9月22日生まれ、25歳。身長160cm。養成所L14期。
大学時代は自転車競技と陸上競技の二刀流であったが、陸上競技でとある選手に負けたことから、自転車競技に専念するようになった。地元開催では無類の強さ。

### 四国地区
高松 絹早（）
声 - 杉山里穂
ホームバンクは高松競輪場。6月4日生まれ、29歳。身長171cm。養成所L14期。
スポーツも学業も両立し、卒業後は大手企業に就職するも満たされなかった。その後はOL、ヨガインストラクターを経て、競輪選手となった。 同期でも年長であり、勝てなくても仕方ない、競輪選手になれただけで満足していたが、 同郷で同年齢の先期、観音寺炒子の代謝対象を知るや自身に重ね合わせ、観音寺のバックアップとともに自身の成績向上へ奮起、ルーキーファイナル出場を果たした。
松山 椿（）
声 - 倉本春奈
ホームバンクは松山競輪場。12月16日生まれ、31歳。身長155cm。養成所L06期。
抜群の追走技術を持ち、狙った獲物を確実に仕留める、女子競輪界屈指のマーカー。 ルーキーファイナルへの参加点数不足に悩む弥彦巫子へ、マーク屋としての秘訣を指南した。
実はアイドル時代からの巫子のファン。アニメ最終回では巫子のサインが入ったTシャツを着てルーキーファイナルを観戦した。

### 九州地区
小倉 凛（）
声 - 山村響
ホームバンクは小倉競輪場。11月20日生まれ、36歳。身長172cm。L01期。
復活した女子競輪での養成所1期生。入所時は21歳であったが、既にシングルマザーでもあった。ちなみに子供は3人。若い頃は強気な言動が目立ったが、産休からの復帰後は後輩たちの慈母的のような存在となっている。
久留米 美虹（）
声 - 佐々木李子
コミカライズ版における主人公。
ホームバンクは久留米競輪場。7月14日生まれ、29歳。身長167cm。
世界大会の金メダリスト。エリート選手ではなかったが、人生を変えて一気に女王となった。 師匠は後楽その。伊東泉の姉弟子にあたる。アニメ終盤ではメンタルが不安定になった泉をサポートして立ち直らせ、ルーキーファイナルへ送り出した。
熊本 愛（）
声 - 日向未南
ホームバンクは熊本競輪場。7月21日生まれ、20歳。身長162cm。
スポーツ万能でリーダー気質の元高校チャンピオン。高校2年生のころから自転車競技を始めており、全国を席巻した。 熱血的な存在で、伊東泉たちを競輪選手の道へ誘った人物。 その性格故熱くなりやすく、養成所でライバルと目した平塚の早期卒業を知るや、練習過多で体を壊し、著しく成績を落としたため退所処分を受ける。 退所後は平塚のデビュー戦、同期のルーキーファイナルを現地で見届けた。 アニメ最終回ではL15期生として練習に臨む姿が描かれている。
別府 真湯（）
声 - 三川華月
ホームバンクは別府競輪場。5月16日生まれ、19歳。身長154cm。L15期。
L15期生の中核を担う、「（自称）ダイヤモンド5（ふぁいぶ）」の一人。位置取りが上手いレース巧者であり、連戦を苦にしないスタミナを持つ。伊東泉と同じく実家は温泉旅館で、打倒・伊東泉に燃えている。

## テレビアニメ
2024年4月から6月までTOKYO MXほかにて放送された。
テレビアニメでは、登場人物たちが日本競輪選手養成所に入所する前から始まり、養成所卒業後は各選手たちの視点で「ルーキーファイナル」に出場することを目指すエピソードが描かれている。
収録にあたっては、元競輪選手を父に持つ葵あずさ（平塚ナナ役）が、父から現役時代体験したレース中の心構えや雰囲気などのアドバイスを受け、それを出演者同士で情報共有して演技の参考にした。また、2021年のガールズグランプリ覇者でもある元ガールズケイリン選手の高木真備が監修を務めたほか、（ほぼ）本人役で声優としても出演した。他にも、最終話では現役ガールズケイリン選手の小林莉子と荒川ひかりが競輪場での観客役（いわゆる『ガヤ』）でゲスト出演した。

### 登場人物
以下は、上記以外のテレビアニメでの登場人物。
後楽 その（）
声 - 日野由利加
伊東市にある駄菓子屋の店主で、老年の女性。壺之助によると、88歳。泉も放課後に立ち寄っては買い食いしており、顔なじみの存在。その実、若い頃は競輪選手であり、旧女子競輪で最後の賞金女王となった。年老いた現在も駄菓子屋を営む一方で、店舗の奥にある秘密の特訓部屋では、多くのモニターを並べて各競輪場のレースを同時視聴したりパソコンやスマートフォンなどデジタルデバイスを使いこなしながら壺之助を始め多くの後輩の男子選手を指導しており、伝説の名伯楽とも呼ばれている。名前の元ネタは後楽園競輪場（1972年10月26日休止）。
伊東 温（）
声 - 矢作紗友里
泉の姉。姉妹で『温・泉シスターズ』と呼ばれている。東京の大学を卒業後、地元の信用金庫に就職。その後、「実家の旅館を大きくしたい」という思いから退職し、実家の旅館で2代目女将を務める。
伊東 湯子（）
声 - 東城未来
泉と温の母で、伊東旅館の現女将。競輪選手になり夢を叶えた泉を心から応援している。第3話まで顔は伏せられていた。
伊東 五郎（）
声 - 前田弘喜
泉と温の父で、伊東旅館の現大将。料理の腕は好評で、その実力は作った弁当を群馬が無我夢中で頬張るほどである。湯子共々、競輪選手になった泉を応援している。こちらも第3話まで顔が伏せられていた。
前橋 群馬（）
声 - 関口雄吾
緑の父親であり、競輪では最高位のS級S班に在籍する現役トップ選手。娘の入所式に同行するほど、かなりの親バカ。熱血漢であり、声も大きいため先輩の壺之助からは『騒々しいヤツ』と思われている。その一方、そのの見立てでは『見た目以上に理論派だから、トップから簡単に落ちることはないだろう』と思われている。走り屋でもあった模様。
春日 壺之助（）
声 - 中博史
そのの息子。そのが経営する駄菓子屋の跡取りでもある。泉からは「壺おじさん」と呼ばれ、当初は無職だと思われていた。実は現役の競輪選手であり、普段は店舗の奥にある秘密の特訓部屋で訓練に勤しんでいるほか、そのと共に泉の選手養成所入所試験合格へ力を貸した。
澤光 正瀧（）
声 - 一条和矢
選手養成所所長。そのの教えを請うた一人であり、そのには頭が上がらない。名前の元ネタは、元日本競輪選手養成所所長の滝澤正光（瀧澤正光）。
一宮 綺羅（）
声 - 豊嶋真千子
元女子競輪選手で、女子ナショナルチームのコーチ。名前の元ネタは、一宮競輪場（2014年3月16日廃止）のイメージキャラクターであった「きらりん」。
高木 マキビシ（）
声 - 高木真備
元忍者であり、元女子競輪選手。引退後は解説者として女子競輪の広報に力を入れている傍ら、保護猫・保護犬活動にも注力している。名前の元ネタは、元ガールズケイリン選手の高木真備で、（ほぼ）本人役で出演。ちなみに、高木真備自身も現役引退後は保護猫・保護犬活動も精力的に行っている。
三日月 いたり（）
声 - 田村響華
弥彦巫子が競輪選手となる前に所属していたアイドルグループの元メンバー。のち俳優として舞台で活躍している。
観音寺 炒子（）
声 - 鎌倉有那
静岡葵と同期であるL13期の競輪選手。代謝寸前のところ同い年で同郷の高松絹早と出会いお互い切磋琢磨して頑張るが、結局選手存続をかけたレースで4着に入れず代謝制度の対象となり引退を余儀なくされた。以降は静岡葵のサポート役に回った。名前の元ネタは、観音寺競輪場（2012年3月7日廃止）と観音寺市の特産品「伊吹いりこ」。

### スタッフ
- 原作 - リンカイ！Project[10]
- 監督・絵コンテ - 石山タカ明[10]
- シリーズ構成 - 白根秀樹[10]
- キャラクターデザイン - 小野ひろみ[10]
- プロップデザイン - 棚澤隆
- 美術監督 - 桧垣仁希[10]
- 美術設定 - 柴田泰直
- 色彩設計 - のぼりはるこ[10]、有尾由紀子
- 撮影監督 - 蒲原有子[10]
- CGディレクター - 後藤優一[10]
- 編集 - 内田恵[10]
- 音響監督 - 田中亮[10]
- 音響効果 - 和田俊也
- 音楽 - 福廣秀一朗、植田能平、平野真奈
- 音楽制作 - ランティス[10]
- 企画・プロデュース - 鵜飼恵輔
- チーフプロデューサー - 宇野博美、吉江輝成、金庭こず恵、奥永祥正
- プロデューサー - 萩原孝太、重松暖、後藤博紀
- チーフアニメーションプロデューサー - 川邉大輔
- アニメーションプロデューサー - 山川剛史、山本清
- アニメーション制作 - トムス・エンタテインメント/第6スタジオ[10]
- アニメーション制作協力 - マル画ファクトリー[10]
- 製作 - RINKAI League Committee（MIXI、バンダイナムコミュージックライブ、U-NEXT、松竹、TOKYO MX、BSフジ）

### 主題歌
「Windshifter」
佐々木李子によるオープニングテーマ。作詞・作曲・編曲は5u5h1。
「Override!」
伊東泉（川村海乃）、平塚ナナ（葵あずさ）、弥彦巫子（長谷川玲奈）、那古屋紗智（北守さいか）、高松絹早（杉山里穂）、熊本愛（日向未南）によるエンディングテーマ。作詞はmaimie、作曲・編曲はeba。

### 各話リスト
| 話数 | サブタイトル     | 脚本              | 演出              | 作画監督                                                                                  | 総作画監督                                | 初放送日      |
| ---- | ---------------- | ----------------- | ----------------- | ----------------------------------------------------------------------------------------- | ----------------------------------------- | ------------- |
| #1   | 温泉と誓い       | 白根秀樹          | 石山タカ明        | 内藤圭 長坂綾子                                                                           | 小野ひろみ                                | 2024年 4月9日 |
| #2   | 踏み出す勇気     | 白根秀樹          | 門田英彦          | 谷澤秦史 武口憲司 華房泰堂 日置正志                                                       | 長坂綾子                                  | 4月16日       |
| #3   | L14期            | 谷畑ユキ          | 椎葉幹朗          | Wubolin Zhangzhenhua                                                                      | 長坂綾子                                  | 4月23日       |
| #4   | 真剣勝負         | 佐多賢人 白根秀樹 | 上野謙矢 渡部英雄 | 内藤圭 日置正志 華房泰堂 胡啓年 陳朝暉 孫悦 向楚藝                                        | 長坂綾子                                  | 4月30日       |
| #5   | ライバル         | 白根秀樹          | 門田英彦          | 谷澤秦史 武口憲司 kwon yong sang Wubolin                                                  | 長坂綾子                                  | 5月7日        |
| #6   | あしたの朝       | 谷畑ユキ          | 上野謙矢          | Wubolin                                                                                   | 長坂綾子                                  | 5月14日       |
| #7   | 卒記レース       | 白根秀樹          | 白石道太          | 内藤圭 日置正志 華房泰堂 胡啓年 陳朝暉 孫悦 向楚藝                                        | 長坂綾子                                  | 5月21日       |
| #8   | 競輪という生き方 | 白根秀樹          | 木村寛 服部福太郎 | ヤツトコ アレクセイ ルナーゴースト 朱央 劉沂                                              | イゴール オレニュニコフ 雨咲和 小野ひろみ | 5月28日       |
| #9   | わかりません！   | 佐多賢人          | 渡部一雄          | 内藤圭 日置正志 華房泰堂                                                                  | 長坂綾子                                  | 6月4日        |
| #10  | 代謝             | 谷畑ユキ          | 佐々木萌          | 小見川美穂 佐々木萌                                                                       | 小野ひろみ                                | 6月11日       |
| #11  | 競輪場           | 白根秀樹          | 門田英彦          | 谷澤秦史 Hu Qinian 内藤圭 武口憲司 日置正志                                               | 長坂綾子                                  | 6月18日       |
| #12  | もがけ、未来へ！ | 白根秀樹          | 石山タカ明        | 長坂綾子 内藤圭 日置正志 華房泰堂 谷澤秦史 相坂ナオキ 胡啓年 陳朝暉 孫悦 向楚藝 孫岩 呉昊 | 小野ひろみ                                | 6月25日       |

### 放送局
| 放送期間                | 放送時間                     | 放送局                 | 対象地域 | 備考                                                      |
| ----------------------- | ---------------------------- | ---------------------- | -------- | --------------------------------------------------------- |
| 2024年4月9日 - 6月25日  | 火曜 23:30 - 水曜 0:00       | TOKYO MX               | 東京都   | 製作参加 / 字幕放送 / リピート放送あり                    |
| 2024年4月10日 - 6月26日 | 水曜 0:30 - 1:00（火曜深夜） | BSフジ                 | 日本全域 | 製作参加 / BS放送 / 『アニメギルド』枠 / リピート放送あり |
| 2024年5月4日 -          | 土曜 23:30 - 日曜 0:00       | SPEEDチャンネル Ch.690 | 日本全域 | CS放送 / Ch.693でリピート放送あり                         |

| 配信開始日    | 配信時間           | 配信サイト |
| ------------- | ------------------ | --- |
| 2024年4月9日  | 火曜 23:30 更新    | U-NEXT アニメ放題 |
| 2024年4月13日 | 土曜 0:00 更新     | ABEMA dアニメストア [ 注 12 ] DMM TV FOD Hulu J:COM STREAM Lemino milplus Prime Video TELASA バンダイチャンネル ニコニコチャンネル |
| 2024年4月16日 | 火曜 23:00 - 23:30 | ニコニコ生放送 |
| 2024年4月18日 | 木曜 12:00 更新    | ふらっと動画 |

### BD
| 巻 | 発売日         | 収録話         | 規格品番  |
| -- | -------------- | -------------- | --------- |
| 1  | 2024年8月28日  | 第1話 - 第4話  | SHBR-0732 |
| 2  | 2024年9月25日  | 第5話 - 第8話  | SHBR-0733 |
| 3  | 2024年10月30日 | 第9話 - 第12話 | SHBR-0734 |

## コミカライズ
『リンカイ！アザレア』のタイトルでコミカライズ版が、漫画アプリ『マンガBANG!』（Amazia）ほかで連載開始。先行して『マンガBANG!』で2024年4月9日より掲載開始（その他の漫画アプリでも順次公開）。作画は山根聖史。コミカライズでは、デビュー直後の久留米美虹が主人公となっている。

### あらすじ
久留米美虹は競輪選手としてデビューしたが向上心がなく、師匠の忠告を右から左へ流すなど気ままに過ごしており、平凡な成績が続く現状でも満足していた。
しかしある日突然、幼馴染で養成所同期の立川麗夢から「久留米がこれからレースで一度でも負けたら自分は引退する」と告げられてしまう。将来を期待されている立川が、自分の不甲斐ない成績を理由に競輪選手を引退するとなれば…
そこから久留米美虹は心を入れ替え、猛練習に励むようになった。